# Rezervația Cristești
Rezervația Cristești este o arie protejată de interes național ce corespunde categoriei a IV-a IUCN (rezervație naturală de tip mixt), situată în județul Vâlcea, pe teritoriul administrativ al comunei Voineasa.

## Localizare
Aria naturală protejată se află în Munții Lotrului ce aparține grupării montane Șureanu-Parâng-Lotrului, în sud-estul Vârfului Cristești (2.233 m), la o altitudine cuprinsă între 1.900 și 2.050 m, la limita nordică a județului Vâlcea cu județul Sibiu, in imediata apropiere a Parcului Natural Cindrel.

## Descriere
Rezervația naturală Cristești întinsă pe o suprafață de 3 hectare în bazinul superior al râului Haneș (afluent de stânga al Lotrului), a fost declarată arie protejată prin Legea Nr.5 din 6 martie 2000 (privind aprobarea Planului de amenajare a teritoriului național - Secțiunea a III-a - zone protejate) și reprezintă forme complexe de relief ruiniform și glaciar, stâncării, goluri alpine, grohotișuri, pajiști, păduri și poiene; cu faună și floră specifică Meridionalilor. Aceasta este inclusă în situl de importanță comunitară Frumoasa.

## Biodiversitate
Rezervația naturală fost înființată în scopul protejării biodiversității și menținerii într-o stare de conservare favorabilă a florei și faunei sălbatice aflate în arealul grupării montane Șureanu-Parâng-Lotrului.

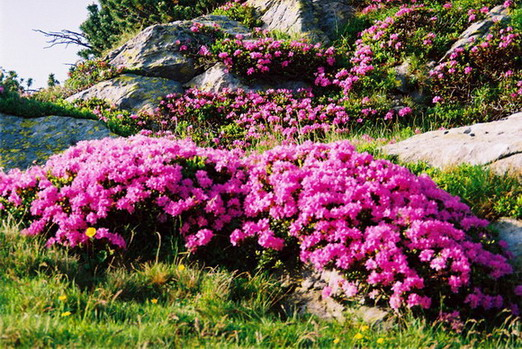
Smârdar (Rhododendron kotschyi)

Flora rezervației este constituită din elemente caracteristice zonelor alpine (golurilor alpine), cu mai multe specii de arbusti și plante ierboase, dintre care: jneapănul (Pinus mugo), afin (Vaccinum myrtillus L.), smârdarul (Rhododendron kotschyi), țăpoșică (Nardus stricta), mușchi de piatră (Cetraria islandica), timoftică (Pleum alpinum), păiuș roșu (Festuca rubra), iarba vântului (Agrostis capillaris), piciorul cocoșului de munte (Ranunculus montanus), sclipeți de munte (Potentilla ternata), clopoțel de munte (Campanula serrata), omag galben (Aconithum anthora) sau ciucușoară de munte (Alyssum repens).
Fauna este una diversificată și bine reprezentată de mai multe specii de mamifere, păsări, insecte, reptile, broaște  și amfibieni, dintre care unele protejate la nivel european sau aflate pe lista roșie a IUCN.
Specii de mamifere: urs brun (Ursus arctos), capră neagră (Rupicapra rupicapra), cerb (Cervus elaphus), lup cenușiu (Canis lupus), râs eurasiatic (Lynx lynx), pisică sălbatică (Felis silvestris silvestris), jder de copac (Martes martes), jder de piatră (Martes foina), mistreț (Sus scrofa), vulpe (Vulpes vulpes crucigera), veveriță (Sciurus vulgaris), pârș (Glis glis) sau chițcan de munte (Sorex alpinus); 
Specii de păsări: cocoș de munte (Tetrao urogallus)), acvilă țipătoare mică (Aquila pomarina), pietrarul cu creastă albă (Oenanthe leucopyga), fluturașul de stâncă (Tichodroma muraria), presură de munte (Emberiza cia), erete vânăt (Circus cyaneus), bufniță mare (din specia Bubo bubo), ciocănitoare (din specia Picus canus), huhurez din specia Strix aluco), mierlă (Turdus merula), pițigoi (Loxia curvirostra), pupăză (Upupa epops), fâsă de munte (Anthus spinoletta) sau brumăriță de stâncă (Prunella collaris);
Reptile și amfibieni: șopârlă verde (Lacerta viridis), șopârlă cenușie (Lacerta vivipara), viperă (Vipera berus), broasca de pădure (Rana temporaria).

## Căi de acces
- Drumul național (DN7) Râmnicu Vâlcea - Călimănești - Brezoi, de aici se intră în stânga pe drumul național (DN7A) Păscoaia - Voineasa - Lacul Vidra, se urmează drumul forestier în amonte Văii Haneșului, apoi o potecă până în rezervație.

## Monumente și atracții turistice
În vecinătatea rezervației naturale se află câteva obiective de interes istoric, cultural și turistic; astfel:
- Parcul Natural Cindrel - parc natural cu o suprafață de 9.873 hectare aflat în imediata apropiere a rezervației.
- Căldarea Gâlcescu - arie protejată de interes geologic, floristic și faunistic, aflată pe teritoriul administrativ al comunei Voineasa.

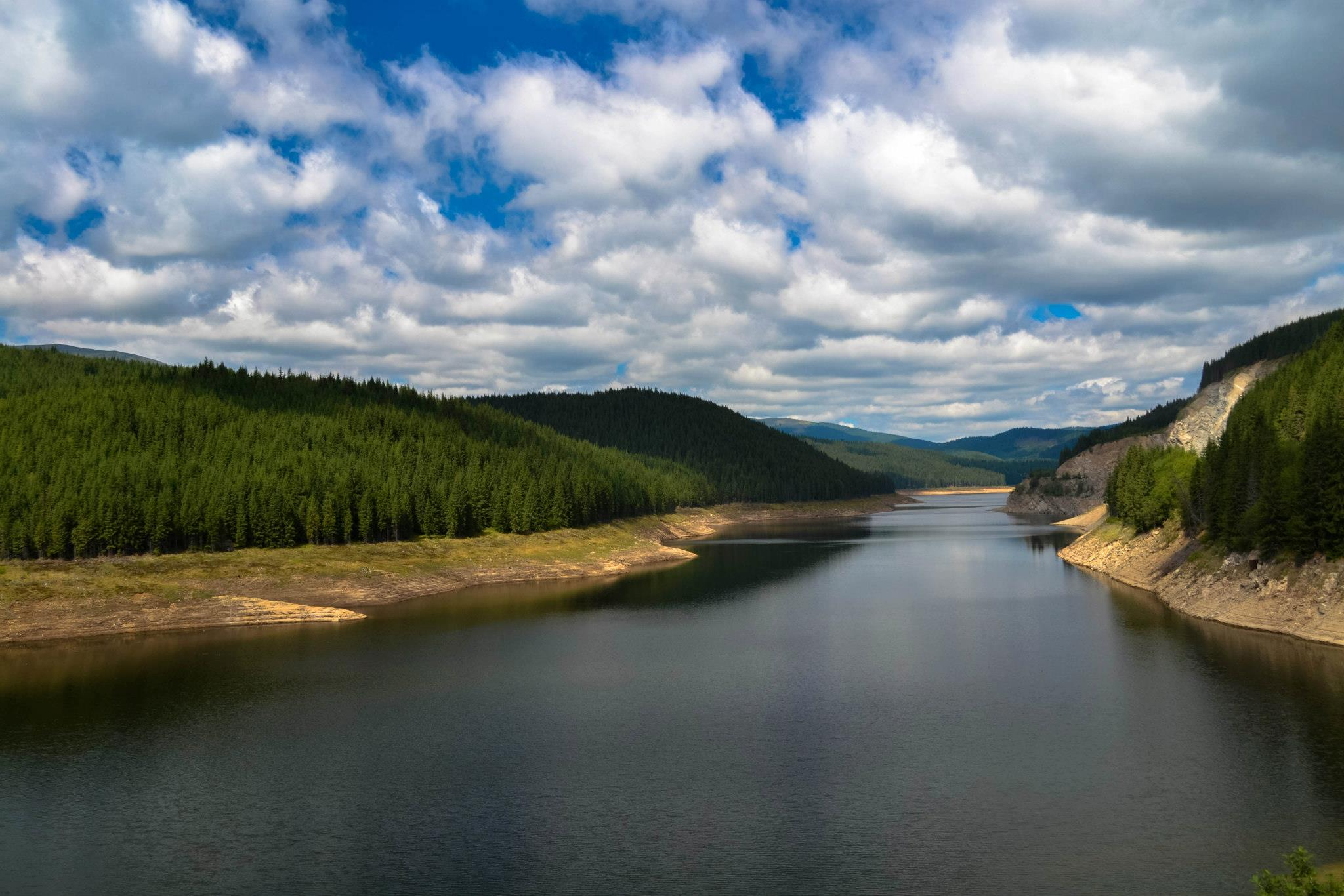
Lacul de acumulare Vidra

- Jnepenișul Stricatul - rezervație naturală ce adăpostește o gamă diversă de specii floristice și faunistice.
- Lacul de acumulare Vidra - lac format în urma construirii unui baraj pe râul Lotru
- Rezervația naturală Miru-Bora, arie protejată  ce conservă habitate de jneapăn și specii faunistice protejate prin lege.
- Sterpu-Dealul Negru, rezervație naturală aflată în partea nordică a comunei Voineasa și cea sudică a Munților Lotrului, unde sunt întâlnite cu specii floristice rare, printre care și bujorul de munte.
- Casa-prăvălie Maria Turturea din Voineasa, construcție 1910, monument istoric.

## Galerie de imagini

### Specii floristice

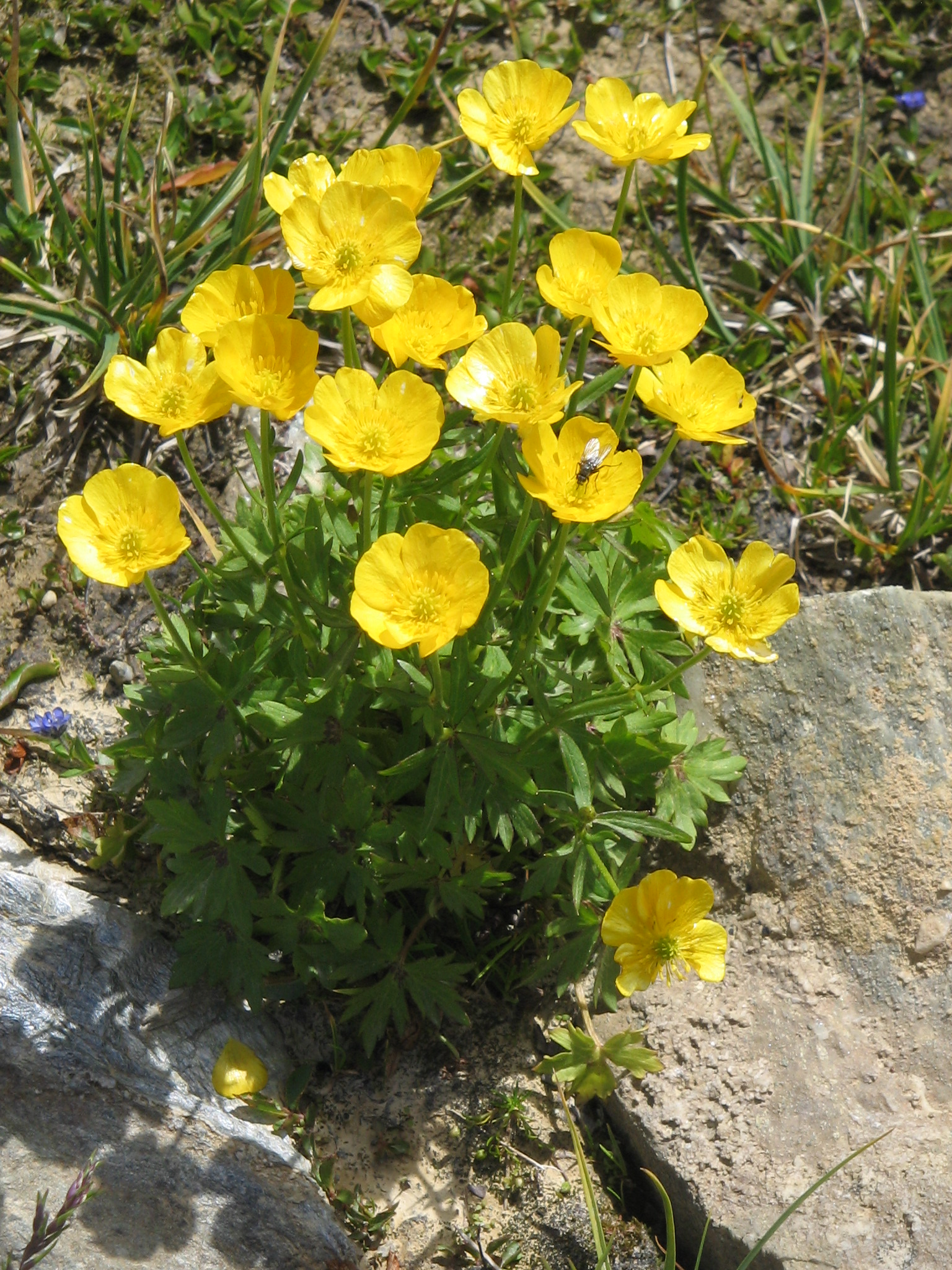
Piciorul cocoşului de munte
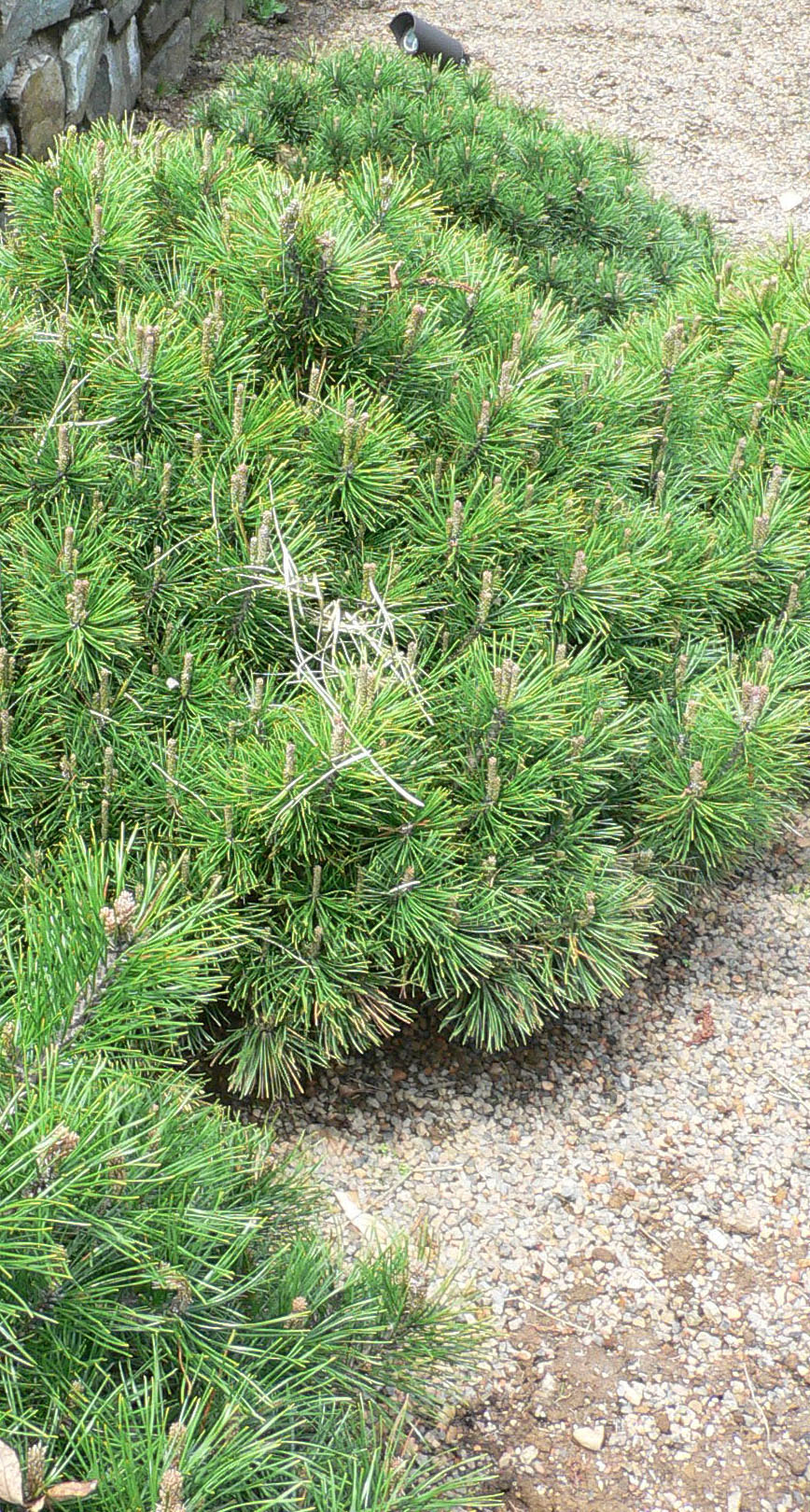
Jneapăn
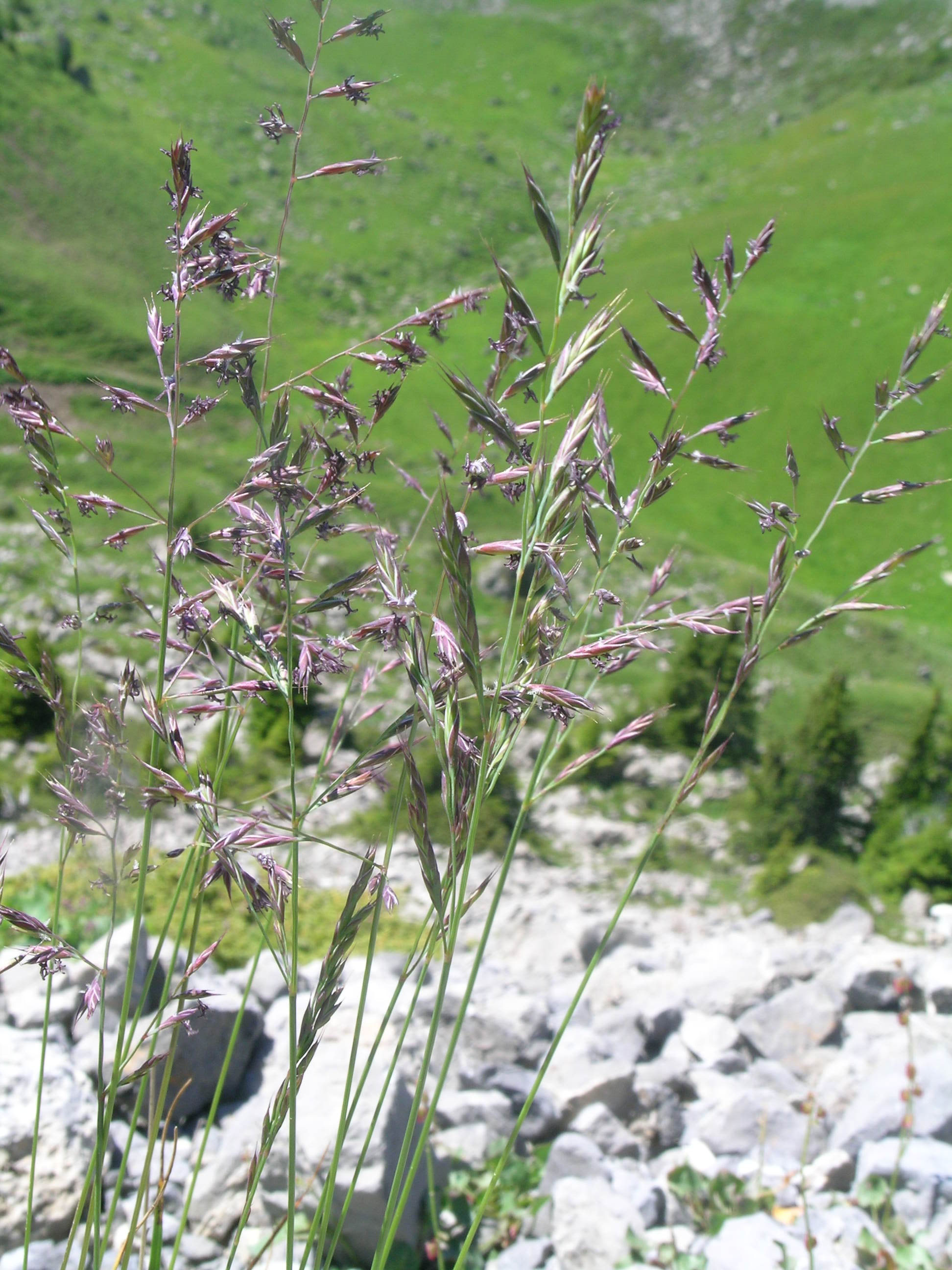
Păiuş roşu

### Specii faunistice

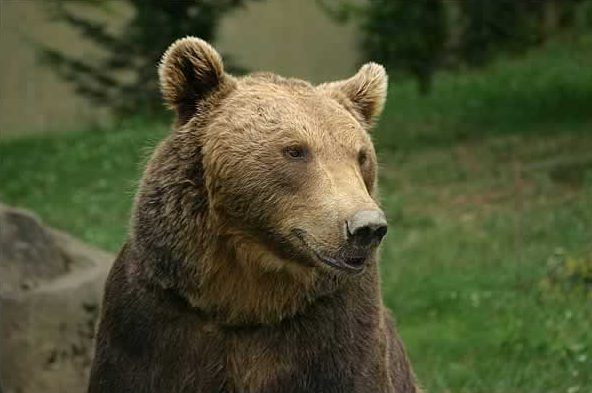
Urs brun
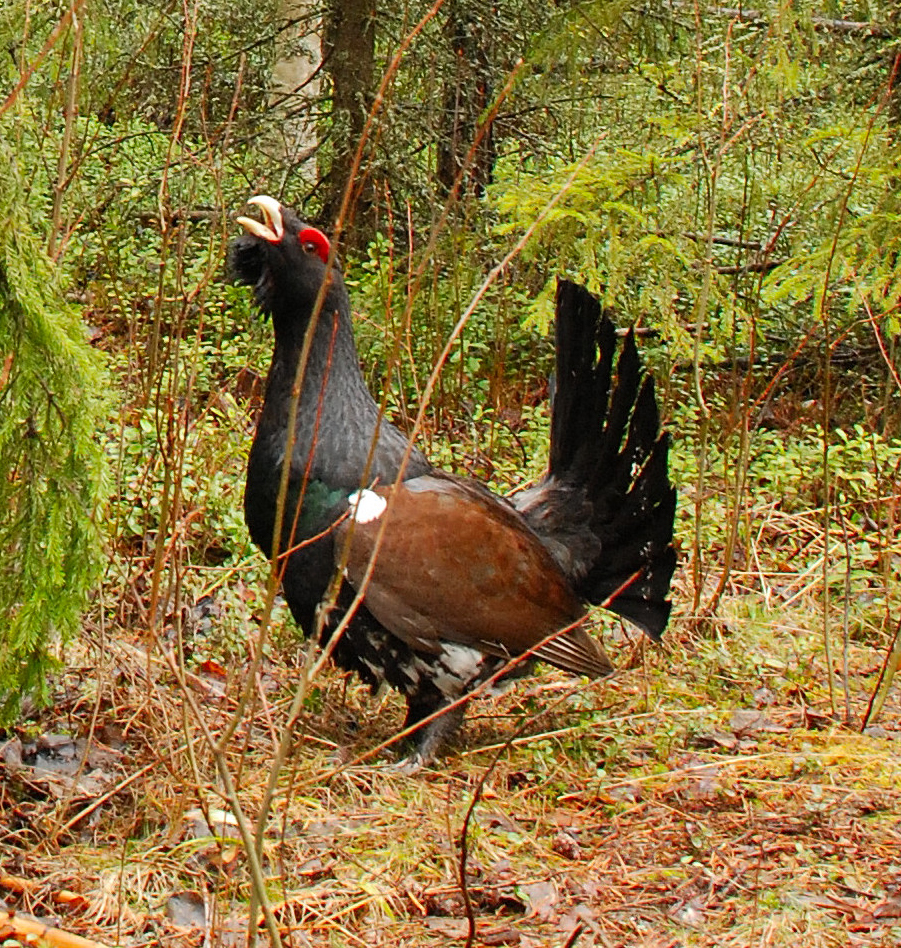
Cocoş de munte
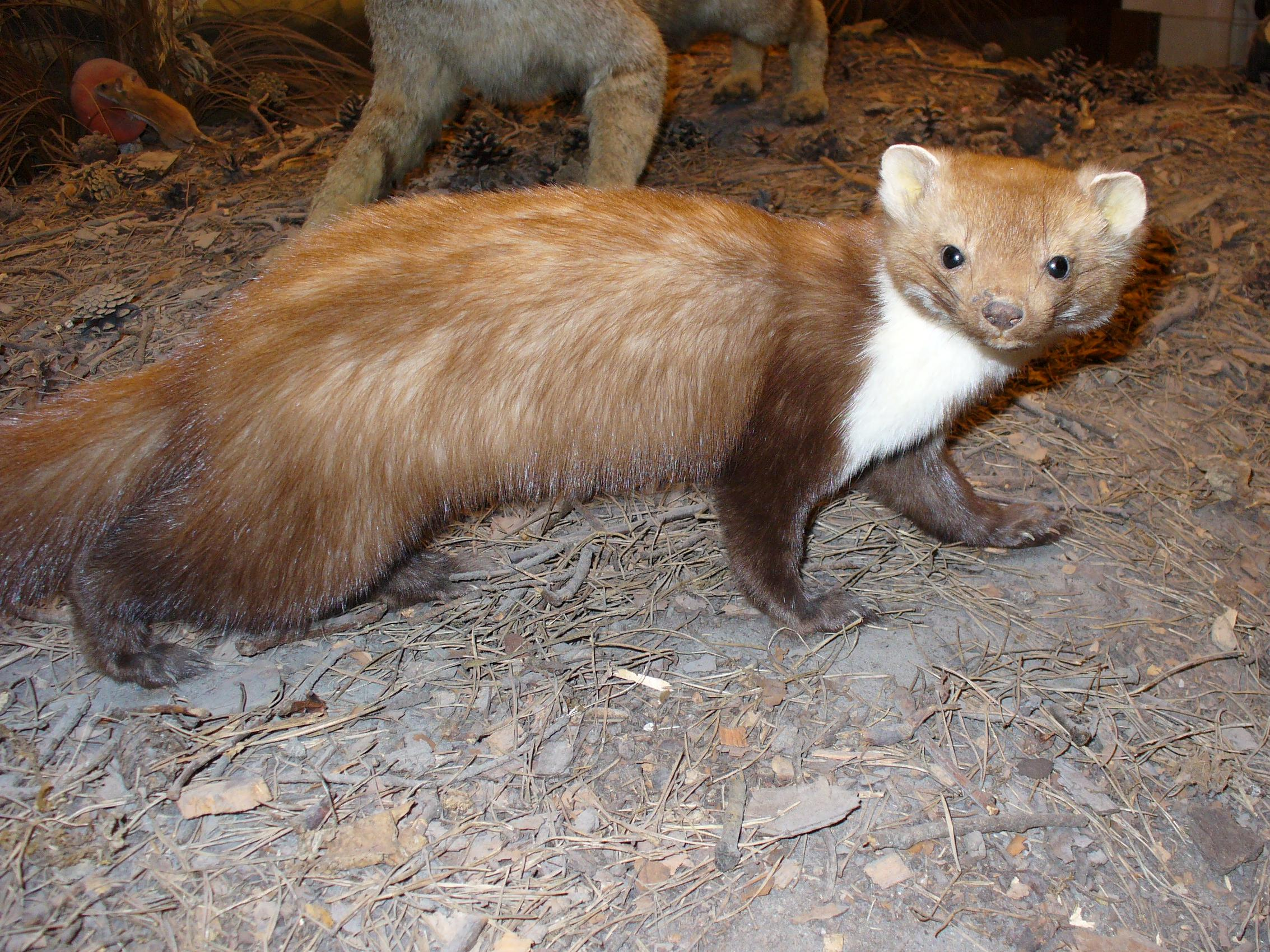
Jder de piatră